# Nascom
Nascom 1 und 2 waren Bausätze für Einplatinencomputer, die in den Jahren 1977 bzw. 1979 vom englischen Unternehmen Nascom Microcomputers angeboten wurden. 
Die Computer bauten auf dem Prozessor Zilog Z80 auf und boten eine Tastatur- und eine Anzeigeschnittstelle (Video-Out mit 16 Zeilen mit je 48 Spalten). Neben einer seriellen Schnittstelle, die Daten nach dem Kansas City Standard (KCS) auf Band abspeichern konnte, gab es auch eine Z80 PIO mit zwei parallelen Schnittstellen mit je 8 bit.
Die Nascom Microcomputers wurde nach finanziellen Schwierigkeiten 1981 an Lucas Logic verkauft. Parallel zu deren Arbeiten wurde von einer Gruppe um den Nascom-Gründer John Marshall die Gemini Microcomputers (auch Gemini Company/Microvalue) gegründet. 
Der Vorgänger des erfolgreichen Turbo-Pascal-Compilers und der integrierten Entwicklungsumgebung (IDE) für CP/M und MS-DOS wurden für den Nascom unter der Bezeichnung Blue Label Software Pascal entwickelt und vertrieben. 
Das Emulator-System MESS simuliert Nascom-Computer auf moderner Hardware.

## Ausstattung des Nascom 1 (1977)

NASCOM 1 im Holzkasten

- CPU: Zilog Z80 mit 1 oder 2 MHz Taktfrequenz. (8-Bit-Prozessor).
- RAM: 1 kB,  erweiterbar um 16 kB auf externer Speicherkarte.
- VRAM: 1 kB (Bildschirmspeicher für 48 Zeichen auf 16 Zeilen).
- ROM: 1 oder 2 kB.
- Festspeicher: Kassetten-Interface mit 244 Baud.
- I/O: RS-232, RF-out, Video-out mit TTY- und PIO-Anschluss.
- Programmierung: Z80 Maschinencode oder Microsoft BASIC.

## Ausstattung des Nascom 2 (1979)

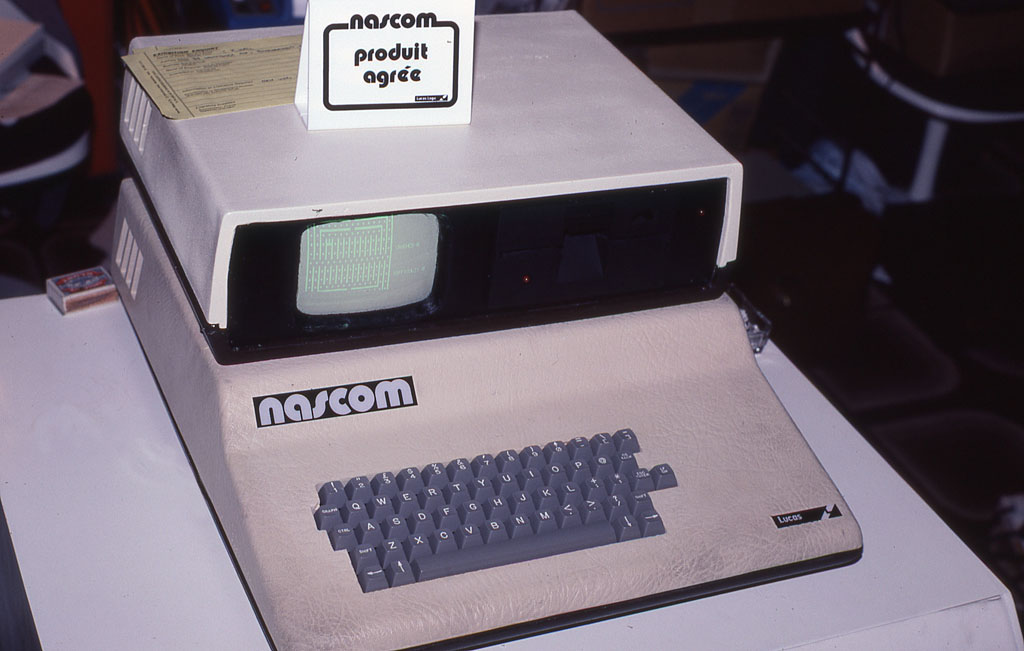
NASCOM 2

- CPU: Zilog Z80 A mit 2 oder 4 MHz Taktfrequenz. (8-Bit-Prozessor).
- RAM: 10 kB, erweiterbar auf 32 kB.
- ROM: 10 kB inklusive 8 kB Microsoft BASIC.
- Festspeicher: Kassetten-Interface mit 300/1200 Baud nach Kansas City Standard.
- I/O: RS-232, RF-out, Video-out mit TTY- und PIO-Anschluss. Erweiterbar mit einem zusätzlichen I/O-Board.
- Programmierung: Z80 Maschinencode oder Microsoft BASIC.